# ヨーロッパ橋、サン＝ラザール駅
クロード・モネが1877年に描いたサン＝ラザール駅を主題とした12点の作品のうちのひとつ。
右にはウィーン通り、左にはローマ通りを面し、構内から線路に降りた目線で通りが交差する方向を見上げている。蒸気機関車から濛々と立ち上がる白煙が景色のところどころを覆い、迫力のある駅を描き出している。
1900年のパリ万国博覧会では「フランス美術の100年展」で展示され、高い評価を受けている。現在はマルモッタン・モネ美術館に所蔵されている。

## 蒸気機関車を描いた絵画作品

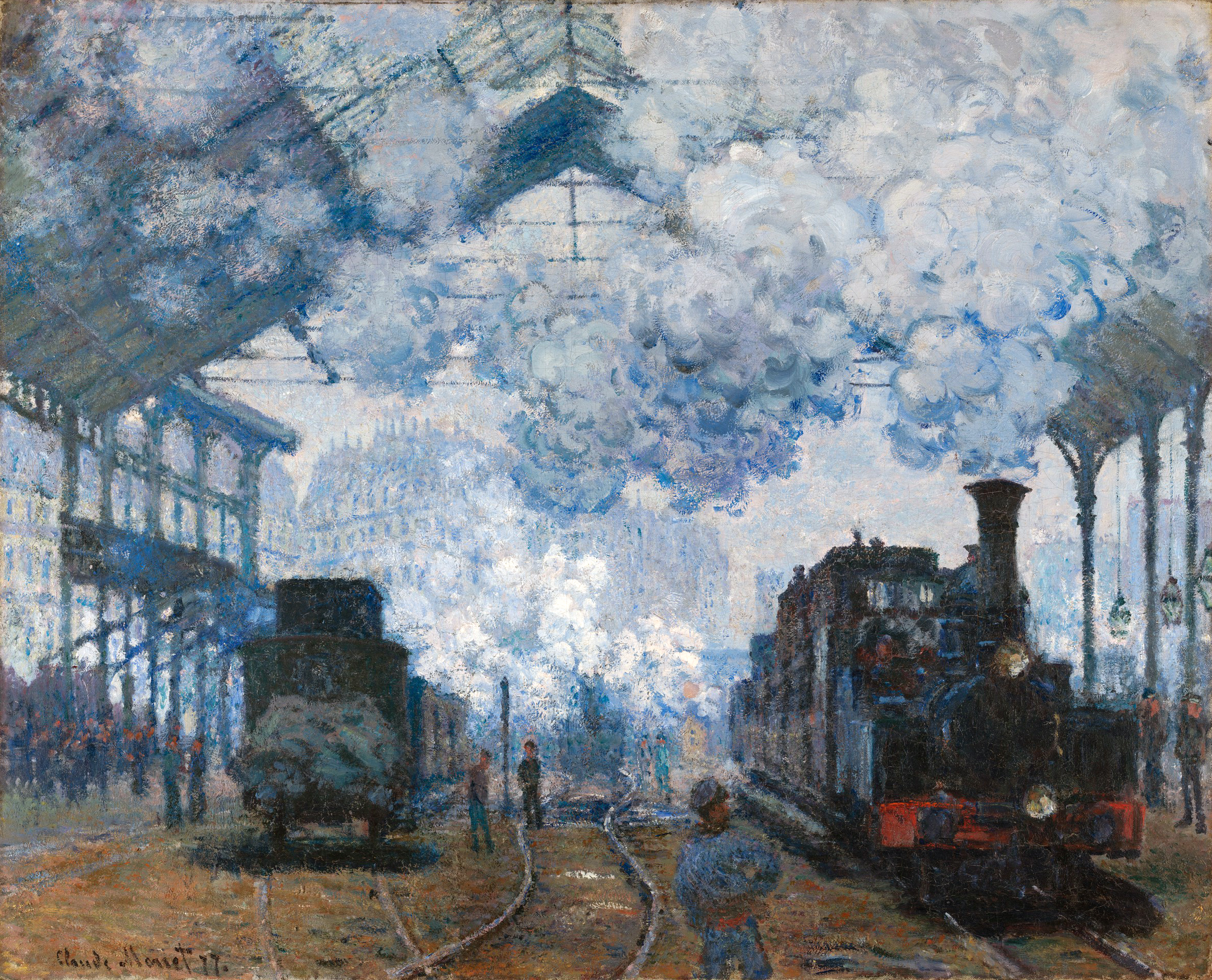
クロード・モネ 『サン＝ラザール駅、列車の到着』(1877)
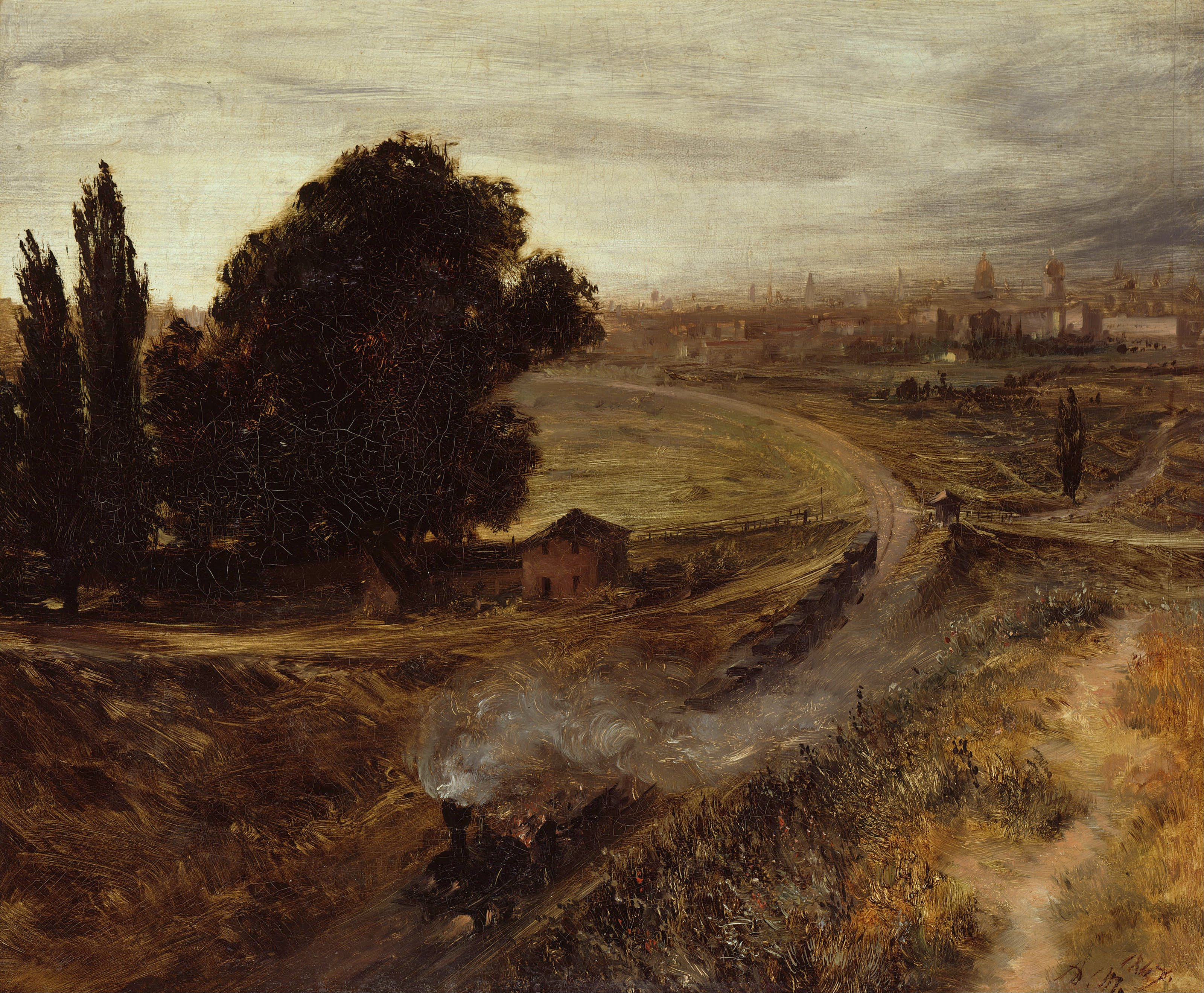
アドルフ・フォン・メンツェル 『ベルリン＝ポツダム鉄道』(1847)
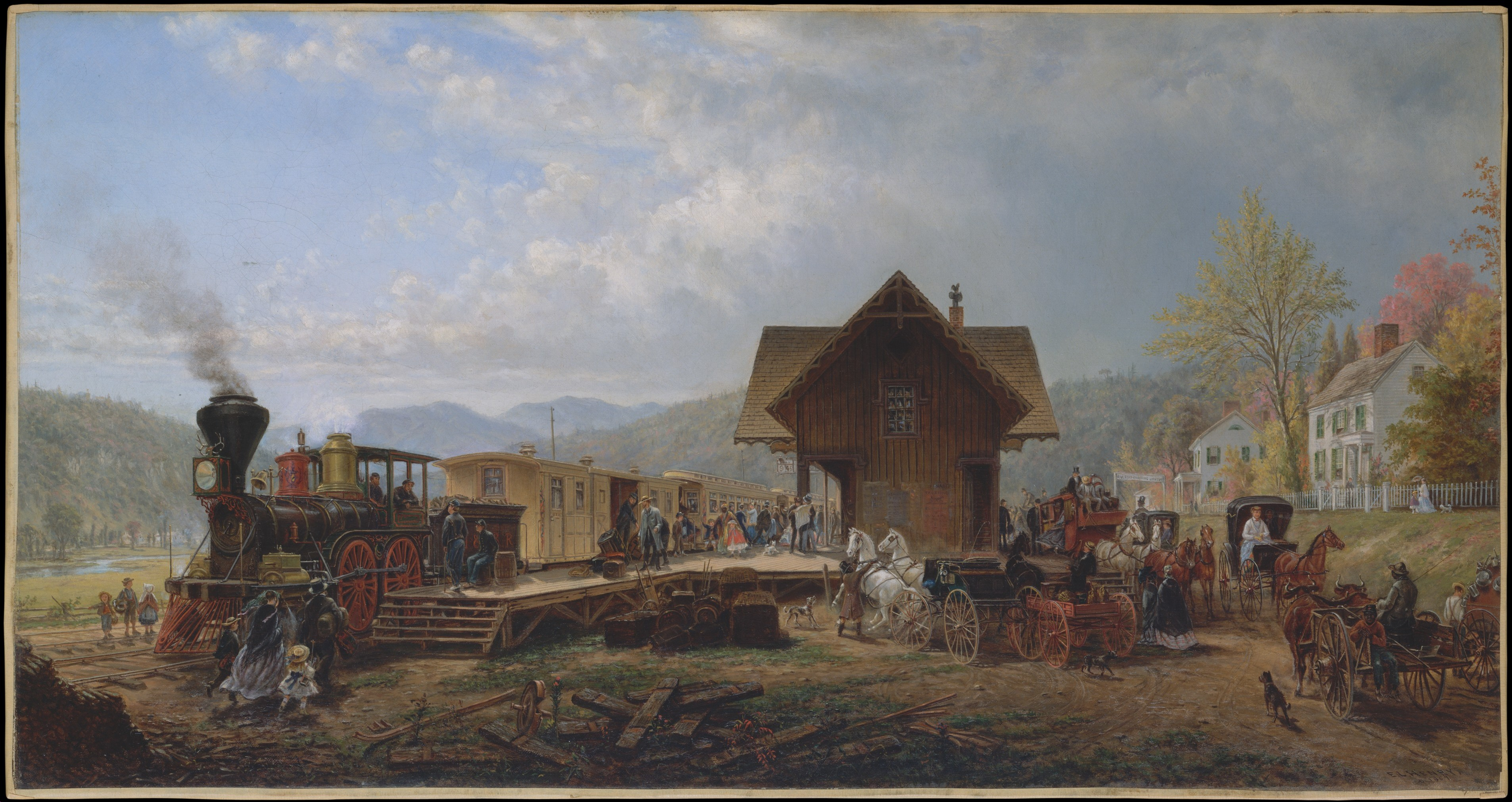
エドワード・ラムソン・ヘンリー 『9時45分発、普通列車』(1867)